# Рибалки (Дніпровський район)
Ри́балки — село в Україні, в Китайгородській сільській громаді Дніпровського району Дніпропетровської області. Населення за переписом 2001 року складало 219 осіб. 

## Географічне розташуван
Село Рибалки знаходиться на відстані 1,5 км від сіл Дашківка (Полтавський район) та Григорівка (Полтавський район).

## Архітектура
На околиці села Рибалки знаходяться залишки деревя'ного вітряного млина, зробленого без жодного металевого цвяха.

## Населення

### Мова
Розподіл населення за рідною мовою за даними перепису 2001 року:
| Мова       | Кількість | Відсоток |
| ---------- | --------- | -------- |
| українська | 219       | 100%     |

## Інтернет-посилання
- Погода в селі Рибалки